# Два-Бульди-два
«Два-Бу́льди-два» — советский немой чёрно-белый художественный фильм 1929 года «о пробуждении чувства революционного протеста у старого циркового артиста во время гражданской войны». Поставлен режиссёрами Ниной Агаджановой-Шутко и Львом Кулешовым по одноимённому рассказу Филиппа Гоппа. Премьера фильма состоялась 27 декабря 1930 года.
В 2012 году фильм впервые за 86 лет был показан по телевидению каналом «Культура». В музыкальном сопровождении использована музыка Сергея Курёхина, Белы Бартока, танцевальная музыка 1930-х годов.

## Сюжет
1919 год, гражданская война. Один из небольших русских городов находится под угрозой захвата белогвардейскими войсками. Большевики призывают население к обороне. Сын старого клоуна, Бульди-младший, руководит формированием дружины из артистов цирка.
В результате упорных боёв хорошо вооружённым отрядам белых удаётся захватить город. Наступают дни белого террора. Бульди-младшего арестовывают. Ему грозит смерть. Отец умоляет белогвардейского полковника пощадить сына: через несколько дней должна состояться премьера их совместного выступления «Два-Бульди-два»
, о которой всю жизнь мечтал старый артист.
Даже в день представления старик всё же ожидает прихода сына, не зная, что полковником уже отдан приказ о расстреле. Старый клоун, как и прежде, выходит на арену один. Внезапно во время его выступления в цирк вбегает Бульди-младший, преследуемый солдатами. Ловкость и сила циркового артиста помогают ему обмануть своих преследователей и скрыться в окне купола цирка. Бульди-старший восторженно аплодирует сыну.
Через некоторое время сын встречает своего отца, осознавшего смысл и цели революционной борьбы, в рядах красноармейского отряда.

## В ролях
- Сергей Комаров — Бульди-отец, клоун
- Владимир Кочетов — Бульди-сын
- Анель Судакевич — Майя
- Андрей Файт — полковник
- Владимир Цоппи — директор цирка
- Михаил Жаров — председатель ревкома
- Вера Марецкая — секретарь ревкома
- Николай Ярочкин — председатель месткома цирка
- Самсон Поляков — Васька
- Михаил Комаров — Филиппенко
- Александр Чистяков — мастер (нет в титрах)[1]
- Владимир Уральский — шталмейстер (нет в титрах)[1]
- Александр Громов (нет в титрах)[1]
- Василий Бокарев — клоун (нет в титрах)
- Пётр Галаджев — эпизод (нет в титрах)